# Komputerowe wspomaganie wytwarzania
Komputerowe wspomaganie wytwarzania (ang. Computer Aided Manufacturing, CAM) – system komputerowy, który ma za zadanie integrację fazy projektowania i wytwarzania. Jeden z elementów zintegrowanego wspomagania wytwarzania (ang. Computer Integrated Manufacturing, CIM).
Programy typu CAM na podstawie komputerowych rysunków 2D lub obiektów 3D (mogą to być zarówno obiekty bryłowe jak i powierzchniowe), tworzą ścieżki narzędzia (frezu, noża tokarskiego, wiązki lasera itp.). Przez ścieżkę narzędzia należy rozumieć ruch względny narzędzia względem przedmiotu obrabianego – kinematyka tego procesu na maszynie może być wykonywana na różne sposoby. Ścieżki poprzez postprocesor zamieniane są na rozpoznawalne dla maszyny funkcje sterujące. Wykonywanie instrukcji zawartych w kodzie CNC służy wykonaniu przedmiotu zgodnie z wytycznymi.